# Aces Game Studio
Aces Game Studio (estilizado como ACES, anteriormente chamada Bruce Artwick Organization Ltd.) foi uma desenvolvedora de jogos eletrônicos americana sediada em Redmond, Washington, no qual foi fundada em 1988 e adquirida pela Microsoft em 1995. São creditados como o primeiro estúdio interno de jogos na Microsoft.
O grupo foi inicialmente conhecido como grupo de simulação da Microsoft, atuando como o desenvolvedor da série Microsoft Flight Simulator e Microsoft Combat Flight Simulator para a Microsoft. O grupo também ajudou a Kuju Entertainment no desenvolvimento do Microsoft Train Simulator. Conforme o lançamento do primeiro console Xbox se aproximava em 2002, o grupo foi renomeado para Aces Game Studio. Eles trabalharam com a Stormfront Studios para desenvolver Blood Wake como um título de lançamento para o Xbox.
Nos anos seguintes, Aces liderou o desenvolvimento das próximas três iterações do Microsoft Flight Simulator, incluindo Microsoft Flight Simulator 2004: A Century of Flight (2004) e Microsoft Flight Simulator X (2006).
Como parte de uma mudança que cortou 5.000 empregos na Microsoft, o Aces Game Studio foi fechado em 22 de janeiro de 2009.
Em outubro de 2009, Rick Selby e Kathie Flood, junto com outros ex-membros do Aces Game Studio, lançaram um novo estúdio, chamado Cascade Game Foundry, para o desenvolvimento de jogos de simulação.
Entre os notáveis ex-alunos do Aces está Rod Fergusson, que depois do Aces trabalhou na Epic Games e na The Coalition como um dos principais designers da série Gears of War.